# Uwe Dotzauer
Uwe Dotzauer (ur. 19 lutego 1959 w Klingenthal) – niemiecki kombinator norweski reprezentujący NRD, dwukrotny medalista mistrzostw świata oraz dwukrotny medalista mistrzostw świata juniorów.

## Kariera
Pierwszym sukcesem w karierze Dotzauera było wywalczenie brązowego medalu na mistrzostwach świata juniorów w Sainte-Croix w 1977 roku. Sukces ten Niemiec powtórzył także rok później podczas mistrzostw Europy juniorów w Murau. W 1980 roku wystartował na igrzyskach olimpijskich w Lake Placid, uzyskując czwarty wynik na skoczni oraz i trzynasty na trasie biegu, co dało mu piąte miejsce w całych zawodach. Największy sukces osiągnął dwa lata później, kiedy na mistrzostwach świata w Oslo wspólnie z Konradem Winklerem i Gunterem Schmiederem zdobył złoty medal w zawodach drużynowych. Niemcy wygrali konkurs skoków i prowadzenie to obronili w biegu, zdobywając tytuł pierwszych w historii drużynowych mistrzów świata. Na tych samych mistrzostwach zdobył także brązowy medal indywidualnie, ulegając tylko Tomowi Sandbergowi z Norwegii i Konradowi Winklerowi.
W Pucharze Świata zadebiutował w pierwszych w historii zawodach tego cyklu, rozegranych 17 grudnia 1983 roku w Seefeld, w których odniósł zwycięstwo. Został tym samym pierwszym w historii zwycięzcą zawodów Pucharu Świata w kombinacji. W pozostałych zawodach sezonu 1983/1984 jeszcze trzykrotnie stawał na podium: 29 grudnia 1983 roku w Oberwiesenthal był drugi, a 3 marca w Lahti oraz 24 marca 1984 roku w Štrbskim Plesie zajmował drugie miejsce. W klasyfikacji generalnej dało mu to drugie miejsce, za Sandbergiem. W lutym 1984 roku wystąpił na igrzyskach olimpijskich w Sarajewie, gdzie był dwunasty na skoczni i siódmy w biegu, dzięki czemu zajął ostatecznie siódma pozycję. Ponadto na mistrzostwach świata w Rovaniemi był czwarty w sztafecie.
Sezon 1984/1985 ukończył na szóstym miejscu w klasyfikacji generalnej. Trzykrotnie znajdował się w czołowej dziesiątce zawodów, ale na podium stanął raz - 29 grudnia 1984 roku w Oberwiesenthal zajął drugie miejsce. Na mistrzostwach świata w Seefeld w 1985 roku indywidualnie zajął szóste miejsce, a wraz z kolegami z reprezentacji zajął piąte miejsce w zawodach drużynowych. Ostatni raz na podium zawodów pucharowych stanął 29 grudnia 1985 roku w Oberwiesenthal, ponownie zajmując drugie miejsce. W sezonie 1985/1986 jeszcze dwukrotnie znalazł się w pierwszej dziesiątce, co pozwoliło mu ukończyć sezon na 11. pozycji. Startował także w sezonie 1986/1987, ale sukcesów już nie osiągał.
Dotzauer wygrał także zawody w kombinacji podczas Holmenkollen Ski Festival w 1980 roku. Jego żoną była Marlies Rostock, reprezentantka NRD w biegach narciarskich.

## Osiągnięcia

### Igrzyska olimpijskie
| Miejsce | Dzień     | Rok  | Miejscowość | Konkurencja              | Wynik zwycięzcy | Strata      | Zwycięzca      |
| ------- | --------- | ---- | ----------- | ------------------------ | --------------- | ----------- | -------------- |
| 5.      | 19 lutego | 1980 | Lake Placid | Indywidualnie K-90/15 km | 432,200 pkt     | -13,785 pkt | Ulrich Wehling |
| 7.      | 12 lutego | 1984 | Sarajewo    | Indywidualnie K-90/15 km | 422,595 pkt     | -24,815 pkt | Tom Sandberg   |

### Mistrzostwa świata
| Miejsce | Dzień       | Rok  | Miejscowość | Konkurencja              | Wynik zwycięzcy | Strata      | Zwycięzca        |
| ------- | ----------- | ---- | ----------- | ------------------------ | --------------- | ----------- | ---------------- |
| 3.      | 19 lutego   | 1982 | Oslo        | Indywidualnie K-90/15 km | 426,600 pkt     | -0,145 pkt  | Tom Sandberg     |
| 1.      | 26 lutego   | 1982 | Oslo        | Sztafeta K-90/3x5 km     | 1295,92 pkt     | -           | -                |
| 4.      | 18 marca    | 1984 | Rovaniemi   | Sztafeta K-90/3x5 km     | 1189,46 pkt     | -21,36 pkt  | Norwegia         |
| 6.      | 18 stycznia | 1985 | Seefeld     | Gundersen K-90/15 km     | 410,10 pkt      | -23,22 pkt  | Hermann Weinbuch |
| 5.      | 25 stycznia | 1985 | Seefeld     | Sztafeta K-90/3x5 km     | 1276,90 pkt     | -102,32 pkt | RFN              |

### Mistrzostwa świata juniorów
| Miejsce | Dzień     | Rok  | Miejscowość  | Konkurencja              | Wynik zwycięzcy | Strata | Zwycięzca        |
| ------- | --------- | ---- | ------------ | ------------------------ | --------------- | ------ | ---------------- |
| 3.      | 18 lutego | 1977 | Sainte-Croix | Indywidualnie K-90/15 km | ?               | ?      | Gunter Schmieder |
| 3.      | 11 marca  | 1978 | Murau        | Indywidualnie K-90/15 km | ?               | ?      | Hermann Weinbuch |

### Puchar Świata

#### Miejsca w klasyfikacji generalnej
- sezon 1983/1984: 2.
- sezon 1984/1985: 6.
- sezon 1985/1986: 11.
- sezon 1986/1987: 24.

#### Miejsca na podium chronologicznie
| Nr | Data            | Miejscowość    | Konkurencja         | Wynik zwycięzcy | Pozycja | Strata      | Zwycięzca      |
| -- | --------------- | -------------- | ------------------- | --------------- | ------- | ----------- | -------------- |
| 1. | 17 grudnia 1983 | Seefeld        | Gundersen K90/15 km | 421.30 pkt      | 1.      | -           | -              |
| 2. | 29 grudnia 1983 | Oberwiesenthal | Gundersen K90/15 km | 435.300 pkt     | 3.      | -13.280 pkt | Andreas Langer |
| 3. | 3 marca 1984    | Lahti          | Gundersen K90/15 km | 411.920 pkt     | 2.      | -1.050 pkt  | Thomas Müller  |
| 4. | 24 marca 1984   | Štrbské Pleso  | Gundersen K90/15 km | 428.905 pkt     | 2.      | -5.470 pkt  | Tom Sandberg   |
| 5. | 29 grudnia 1984 | Oberwiesenthal | Gundersen K90/15 km | ?               | 2.      | ?           | Heiko Hunger   |
| 6. | 29 grudnia 1985 | Oberwiesenthal | Gundersen K90/15 km | 411.80 pkt      | 2.      | -3.90 pkt   | Thomas Müller  |